# 大仁町
大仁町（おおひとちょう）は、かつて静岡県田方郡に存在した町。
2005年（平成17年）4月1日に韮山町・伊豆長岡町と合併して伊豆の国市が発足し、大仁町は廃止された。

## 地理
静岡県の東部、伊豆半島の北部に位置した。
- 河川：狩野川

## 歴史

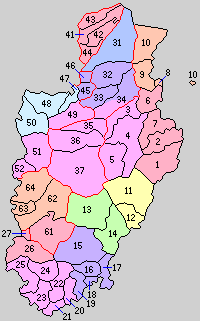
33が町村制施行時の田中村。(34,上狩野村)

- 1889年（明治22年） - 田京村・大仁村・吉田村・宗光寺村・守木村・御門村・白山堂村・神島村・中島村・三福村が合併し、田中村となる。
- 1940年（昭和15年） - 田中村が単独で町制施行し、名称変更して大仁町となる。
- 1959年（昭和34年） - 北狩野村の一部を編入する。
- 2005年（平成17年）4月1日 - 韮山町、伊豆長岡町と合併し、伊豆の国市となる。

## 教育

### 大学校
- 農業大学校（旧：自然農法大学校）（財団法人微生物応用技術研究所）

### 高等学校
- 静岡県立大仁高等学校

### 中学校
- 大仁町立大仁中学校

### 小学校
- 大仁町立大仁小学校
  - 大仁町立大仁小学校田中山分校
- 大仁町立大仁北小学校
- 大仁町立大仁東小学校

### 図書館
- 大仁町立図書館
  - 1986年（昭和61年）10月には、大仁町教育委員会から大仁町長に対して文化会館の建設に関する意見書が提出された。1987年（昭和62年）には図書館建設推進会議が設置され、1988年（昭和63年）2月には推進会議から最終答申が提出された。1988年7月11日には図書館の建設に着工し、1989年（平成元年）3月25日に竣工、8月に大仁町立図書館が開館した。大仁町立図書館は鉄筋コンクリート造であり、地下1階・地上2階建てである。設計は和（やまと）設計事務所。延床面積は1,796.44m2[1]。

## 交通

### 鉄道
- 伊豆箱根鉄道駿豆線：田京駅 - 大仁駅

### 道路
一般国道
- 国道136号
- 国道414号

主要地方道
- 静岡県道19号伊東大仁線
- 静岡県道80号熱海大仁線

## 名所・旧跡・観光スポット
- 大仁温泉 - 7軒の宿泊施設がある温泉。
- 奈古谷温泉 - 1軒の宿泊施設がある温泉。
- 伊豆洋らんパーク - 洋ランに特化した植物園。
- 大仁劇場 - かつて戸田村にあった映画館。1960年（昭和35年）の田方郡には10館の映画館があった[注 1]。